# Sophie El Goulli
Sophie El Goulli (arabe : صوفي الجولي), née le 4 février 1931 à Sousse et morte le 10 octobre 2015, est une romancière et historienne d'art tunisienne.
Elle est aussi autrice de recueils de poésie, de contes et d'une monographie sur Ammar Farhat.

## Biographie
Née le 4 février 1931 dans une famille bourgeoise de Sousse, elle étudie au kouttab puis effectue son cursus primaire et secondaire à l'Institut Émilie-de-Vialar à Tunis. Après avoir obtenu un baccalauréat en philosophie et lettres en 1951, elle étudie notamment à l'Institut des hautes études de Tunis (ar) et à l'université de Paris. Diplômée d'anglais, de lettres modernes et de littérature comparée, par ailleurs titulaire d'un certificat d'études théâtrales, d'un doctorat d'art et d'archéologie et d'un doctorat en histoire de l'art, elle enseigne le français et l'anglais dans des lycées de Tunis, notamment le lycée de la rue du Pacha et le lycée de Montfleury.
Entre 1953 et 1958, Sophie El Goulli anime le ciné-club de Tunis et fonde en 1958, avec l'aide d'Henri Langlois, la Cinémathèque tunisienne qu'elle dirige pendant plusieurs années.
Fonctionnaire au ministère des Affaires culturelles entre 1973 et 1980, elle occupe les postes de responsable de la division du cinéma et de la documentation, puis de cheffe de service des arts plastiques. En parallèle, elle donne des cours d'histoire de l'art à la faculté des lettres de Tunis, d'histoire du cinéma à l'Institut de presse et des sciences de l'information et d'histoire de l'art à l'Institut technologique d'art, d'architecture et d'urbanisme de Tunis.
Maîtrisant à la fois le français, le latin, le grec ancien, l'anglais et l'italien, elle écrit aussi pour les quotidiens francophones L'Action tunisienne, La Presse de Tunisie et Le Temps.
Elle meurt le 10 octobre 2015.

## Publications
- Signes, Tunis, Société tunisienne de diffusion, 1973, 83 p. (OCLC 2400032).
- Cinéma tunisien, 1897-1974, Tunis, Ministère des Affaires culturelles, 1974, 114 p. (OCLC 1010831045).
- Vertige solaire, Tunis, 1975, 119 p. (OCLC 10609953).
- Ammar Farhat et son œuvre, Tunis, Union internationale de banques, 1979, 140 p. (ISBN 978-2851190215), avec Ezzedine Madani.
- Le Joueur d'échecs, Tunis, Salammbô, 1982, 20 p. (OCLC 36298358).
- Lyriques, Tunis, La Nef, 1989, 45 p. (OCLC 463946862).
- Les Mystères de Tunis : roman, Tunis, Dar Annawras, 1993, 175 p. (ISBN 978-9973733078).
- Peinture en Tunisie : origines et développement, Tunis, Éditions Jumeaux, 1994, 276 p. (ISBN 978-9973174635), avec Jean Laude.
- (it) Taos e il pavone  (ill. Maria Nazario), Milan, Roberto Vecchi editore, coll. « Africa '70 », 1995, 49 p. (OCLC 893754806).
- Hashtart à la naissance de Carthage : roman, Tunis, Cérès, 2004, 142 p. (ISBN 978-9973196217).
- Les Mystères de Tunis II, À compte d'auteur, 2010[5].

Elle publie aussi des poèmes et contes pour enfants, dont certains avec Nafila Dhahab.

## Prix
- 1992 : Prix national de la critique[2] ;
- 1999 : Prix national Tunisie-France pour les arts plastiques[2] ;
- 2004 : Prix spécial du jury du Comar d'or[5] ;
- Prix de la poésie française du XXe siècle du Centre de recherches, d'études, de documentation et d'information sur la femme[2].